# Argentona Bocs 2017
Questa voce raccoglie le informazioni riguardanti gli Argentona Bocs nelle competizioni ufficiali della stagione 2017.

## XXIX LCFA Senior

### Stagione regolare
| 20 novembre 2016, ore 12:00 | Torrelles Legends | 0 – 56 referto | Argentona Bocs |  |

| 18 dicembre 2016, ore 16:30 | Argentona Bocs | 54 – 0 referto | Vilafranca Eagles |  |

| 15 gennaio 2017, ore 17:00 | Argentona Bocs | 48 – 7 referto | Barcelona Pagesos |  |

| 5 febbraio 2017, ore 16:30 | Barcelona Uroloki | 19 – 10 referto | Argentona Bocs |  |

| 5 marzo 2017, ore 17:00 | Argentona Bocs | 6 – 14 referto | Salt Falcons/ Vall d'Aro Senglars |  |

| 12 marzo 2017, ore 17:00 | Argentona Bocs | 21 – 41 referto | Terrassa Reds |  |

| 26 marzo 2017, ore 17:00 | Salou Almogàvers | 3 – 47 referto | Argentona Bocs |  |

### Playoff
| 8 aprile 2017, ore 19:00 | Terrassa Reds | 3 – 9 referto | Argentona Bocs |  |

| 30 aprile 2017, ore 17:00 | Salt Falcons /Vall d'Aro Senglars | 7 – 22 referto | Argentona Bocs |  |

## Statistiche di squadra
| Competizione      | %Vittorie | In casa | In casa | In casa | In casa | In casa | In casa | In trasferta | In trasferta | In trasferta | In trasferta | In trasferta | In trasferta | Totale | Totale | Totale | Totale | Totale | Totale |
| Competizione      | %Vittorie | G       | V       | N       | P       | Pf      | Ps      | G            | V            | N            | P            | Pf           | Ps           | G      | V      | N      | P      | Pf     | Ps     |
| ----------------- | --------- | ------- | ------- | ------- | ------- | ------- | ------- | ------------ | ------------ | ------------ | ------------ | ------------ | ------------ | ------ | ------ | ------ | ------ | ------ | ------ |
| Stagione regolare | .571      | 4       | 2       | 0       | 2       | 129     | 62      | 3            | 2            | 0            | 1            | 113          | 22           | 7      | 4      | 0      | 3      | 242    | 84     |
| Stagione regolare | 1.000     | 0       | 0       | 0       | 0       | 0       | 0       | 2            | 2            | 0            | 0            | 31           | 10           | 2      | 2      | 0      | 0      | 31     | 10     |
| Totale            | .667      | 4       | 2       | 0       | 2       | 129     | 62      | 5            | 4            | 0            | 1            | 144          | 32           | 9      | 6      | 0      | 3      | 273    | 94     |